# Katedra Ghazanczecoc
Katedra Ghazanczecoc, katedra Chrystusa Zbawiciela (orm. Սուրբ Ամենափրկիչ մայր տաճար  – trb. Surb Amenaprkicz majr taczar, azer. Müqəddəs Xilaskar Kafedralı) – katedra Apostolskiego Kościoła Ormiańskiego z 2. połowy XIX wieku w Azerbejdżanie w Szuszy.

## Historia
Na miejscu dzisiejszej katedry znajdował się XVIII-wieczny kościół. Środki na budowę katedry pochodziły z datków wiernych. Budowę rozpoczęto w 1868 roku, ukończono w 1887 roku. Katedra została konsekrowana 20 września 1888 roku. Kościół ucierpiał podczas masakry w Szuszy w marcu 1920 roku. Świątynia powstała w górnej części miasta w ramach XIX-wiecznego planu rozbudowy Szuszy. 
W czasach ZSRR świątynia była zamknięta, posągi aniołów i kopuła były zniszczone. We wnętrzu urządzano celowo detonacje i wybuchy pomimo protestów ludności ormiańskiej. Odbudowę katedry rozpoczęto w 1982 roku. W latach 1991–1992 azerskie wojska podczas I wojny o Górski Karabach ostrzelały miasto Chankendi ze świątyni, co doprowadziło do jej znacznego zniszczenia. Kościół służył jako skład broni, wewnątrz składowano wówczas rakiety Grad, które miały posłużyć do obrony miasta. 
Zniszczenia wojenne zostały usunięte, a świątynia została ponownie konsekrowana w 1998 roku. W październiku 2020 roku, podczas II wojny o Górski Karabach katedra kolejny raz jednak ucierpiała w wyniku azerskiego bombardowania (strona ormiańska uznała je za celowe); jedna ze ścian budynku zawaliła się. W 2021 roku Azerowie celem przeprowadzenia prac konserwatorskich zdjęli z katedry kopułę z krzyżem, a także usunęli posągi aniołów z bram świątyni oraz podjęli działania wobec dzwonnicy kościoła, co przez stronę ormiańską zostało jednak odebrane jako próba wykorzenienia ich dziedzictwa.

## Architektura
Katedra w Szuszy to jedna z największych ormiańskich świątyń świata, stanowi jeden z symboli miasta, a samo miasto bywa nazywane Jerozolimą Karabachu. Stanowi arcydzieło ormiańskiej architektury XIX wieku. Świątynia mierzy 34,7 m wysokości, 42 m długości i 27 m szerokości. Zbudowano ją na planie krzyża. Wewnątrz monumentalna kopuła jest wsparta na czterech filarach.
Przy katedrze od zachodu znajduje się trójkondygnacyjna dzwonnica, dzieło Abrahama Chandamirecka, starsza od katedry.

## Galeria

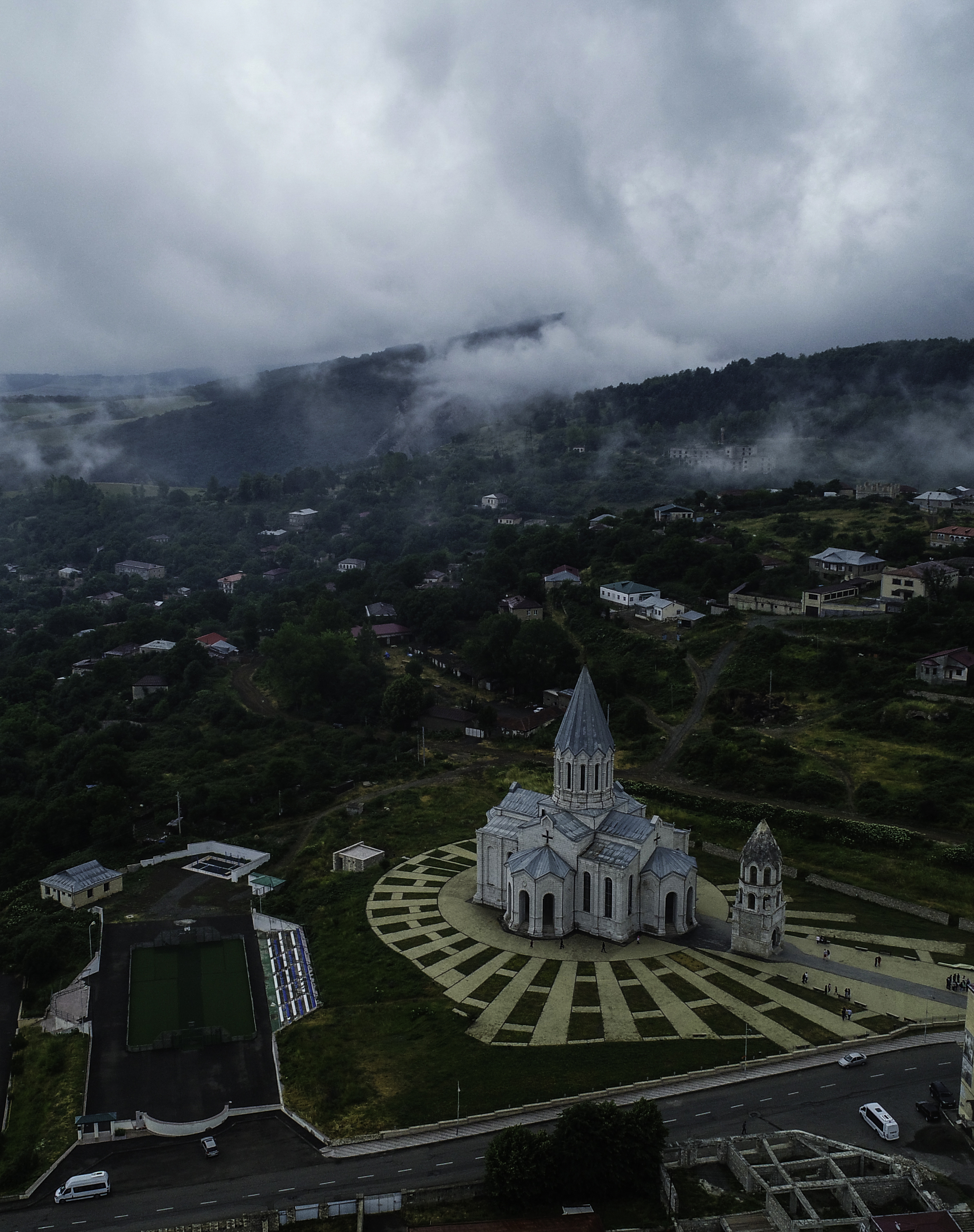
Widok z lotu ptaka (2019)
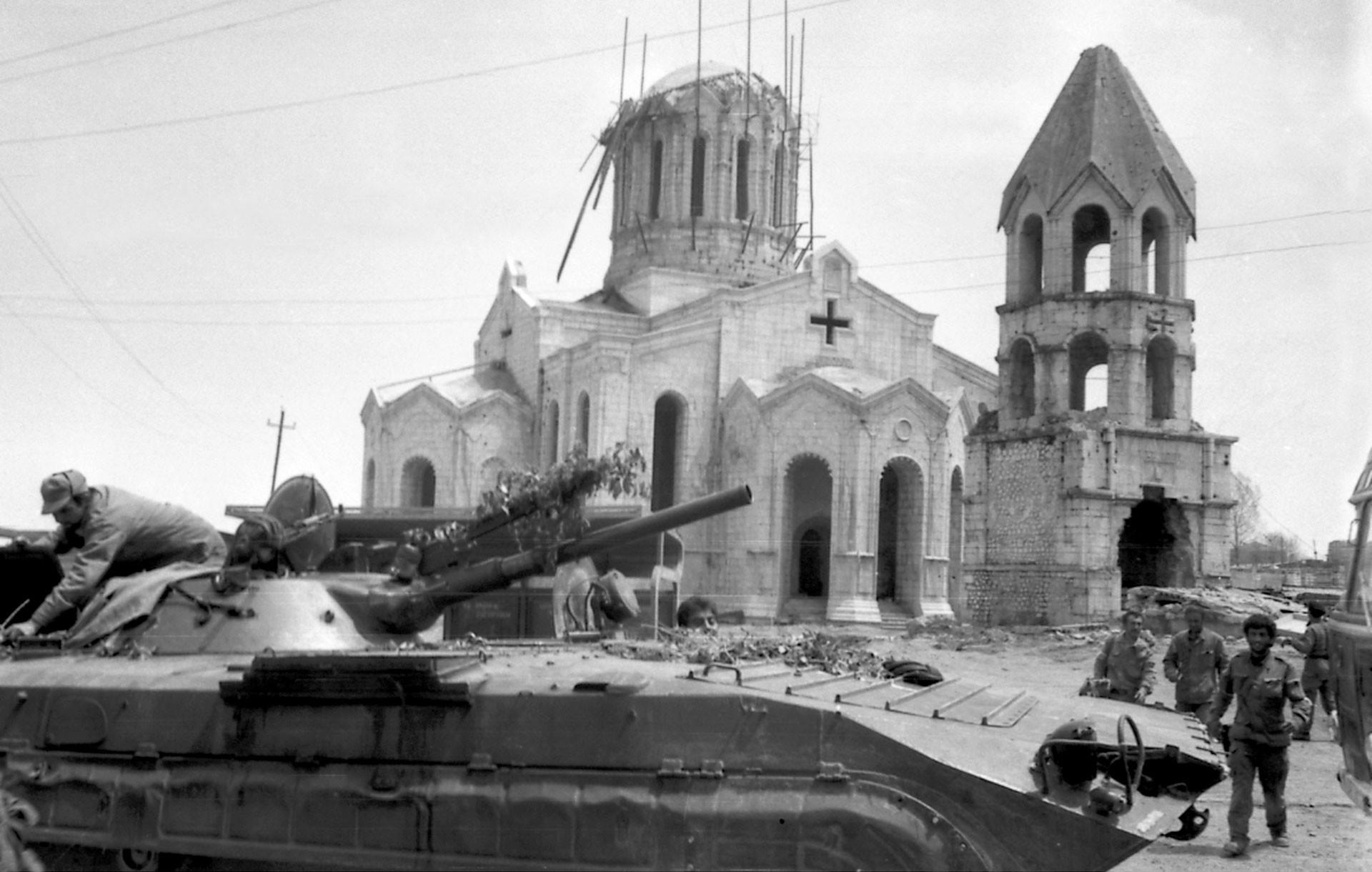
Katedra podczas działań wojennych (1992)
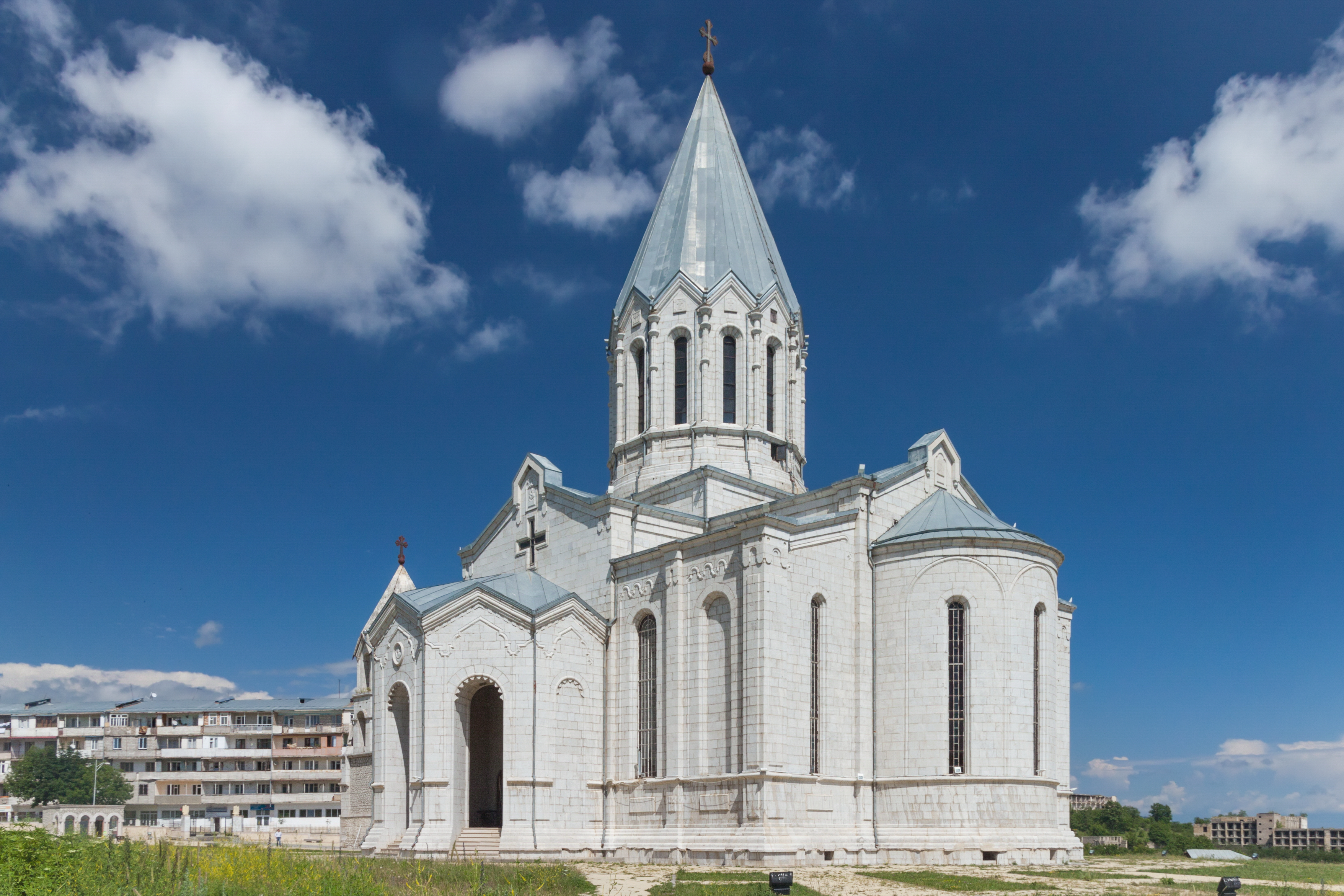
Katedra (2014)
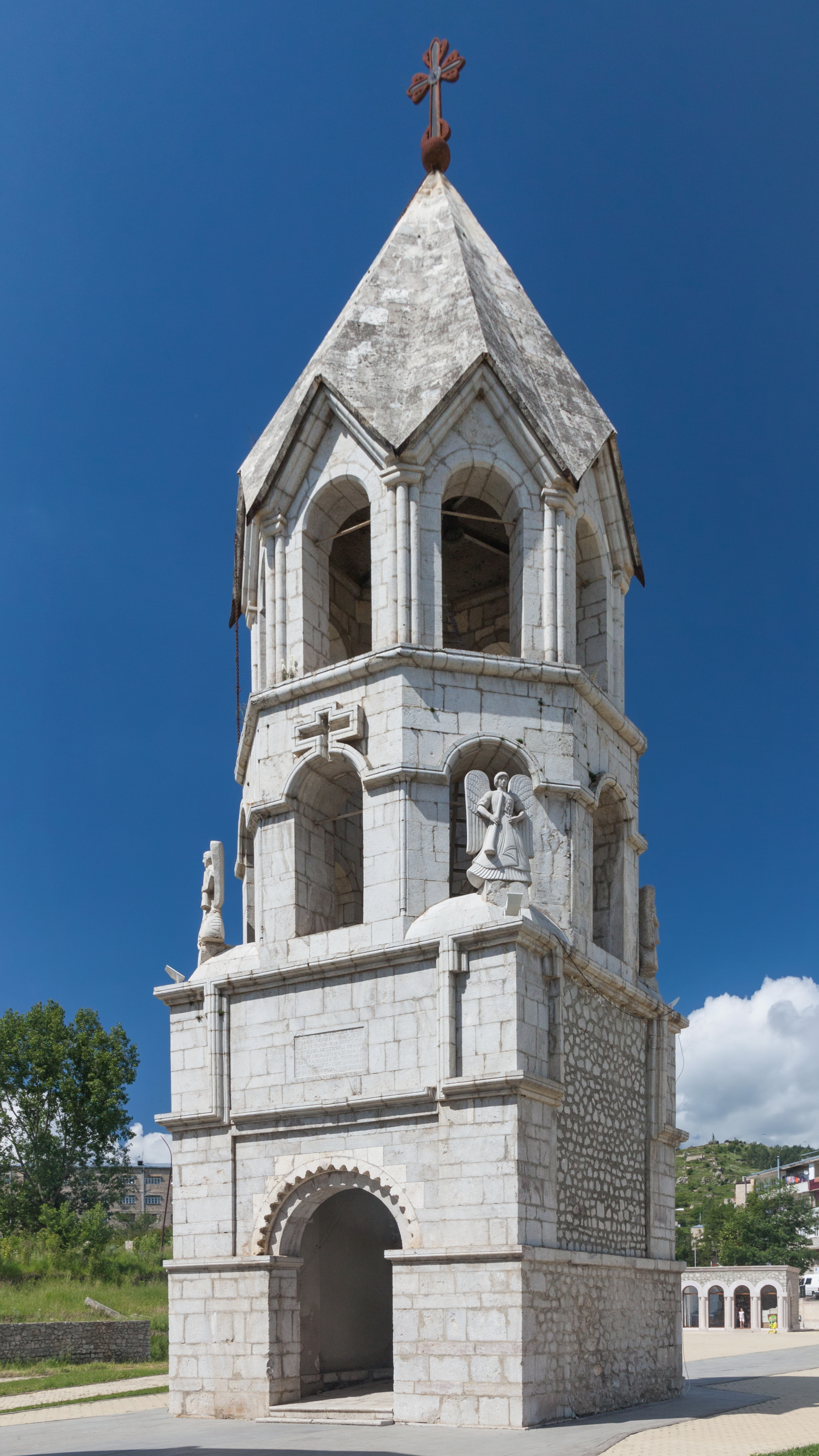
Dzwonnica (2014)
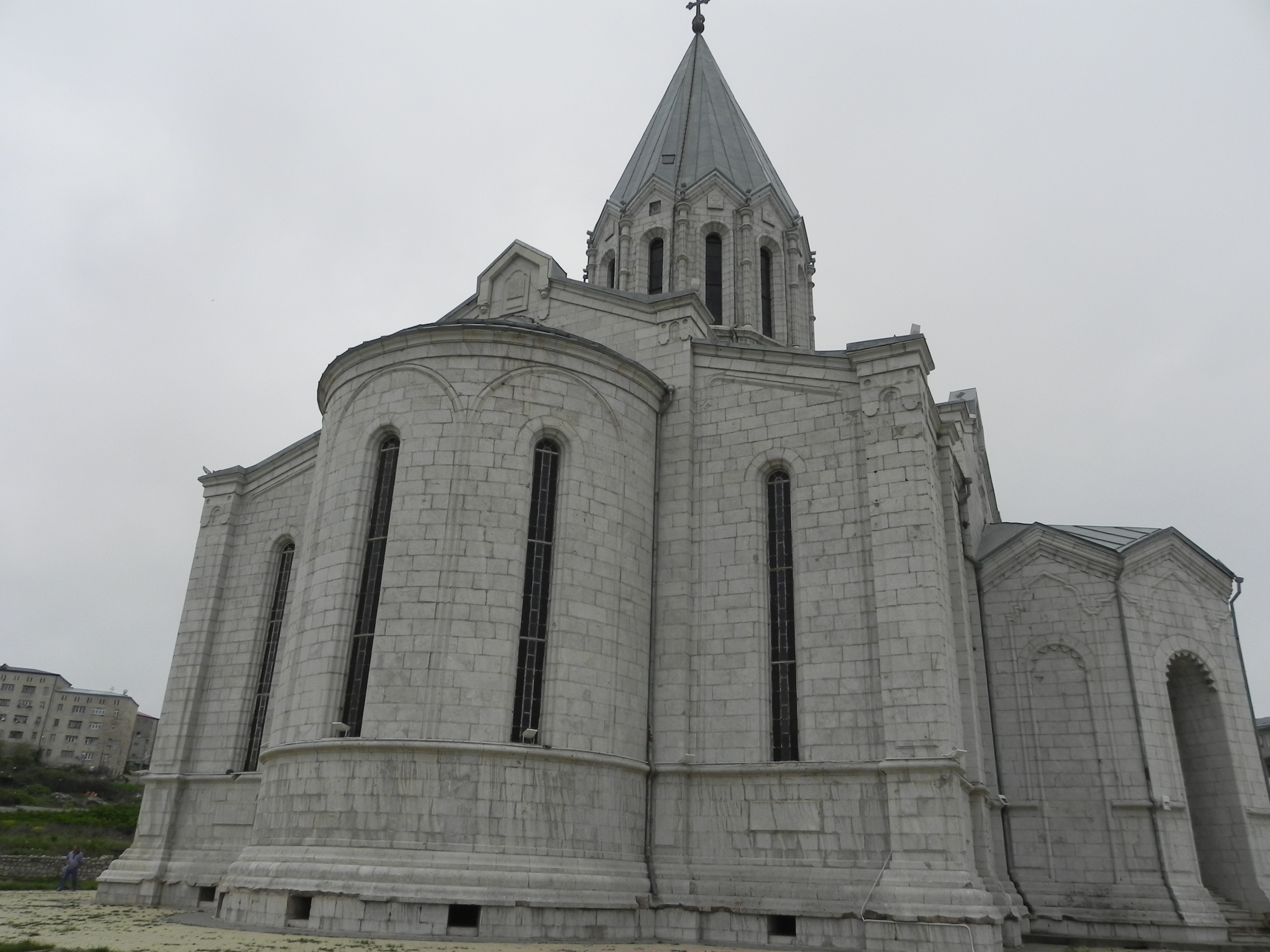
Absyda (2013)
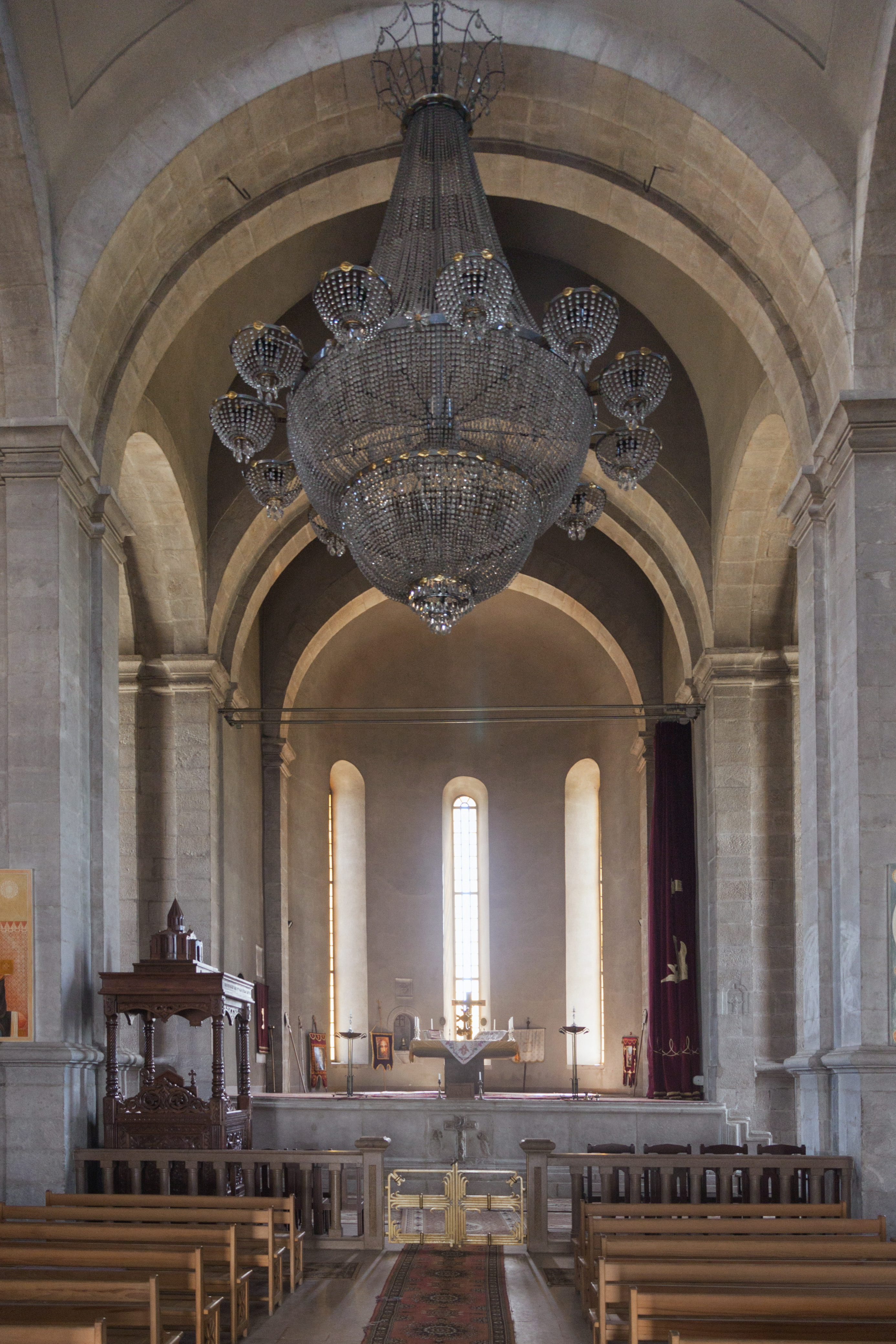
Wnętrze, widok w kierunku ołtarza (2014)
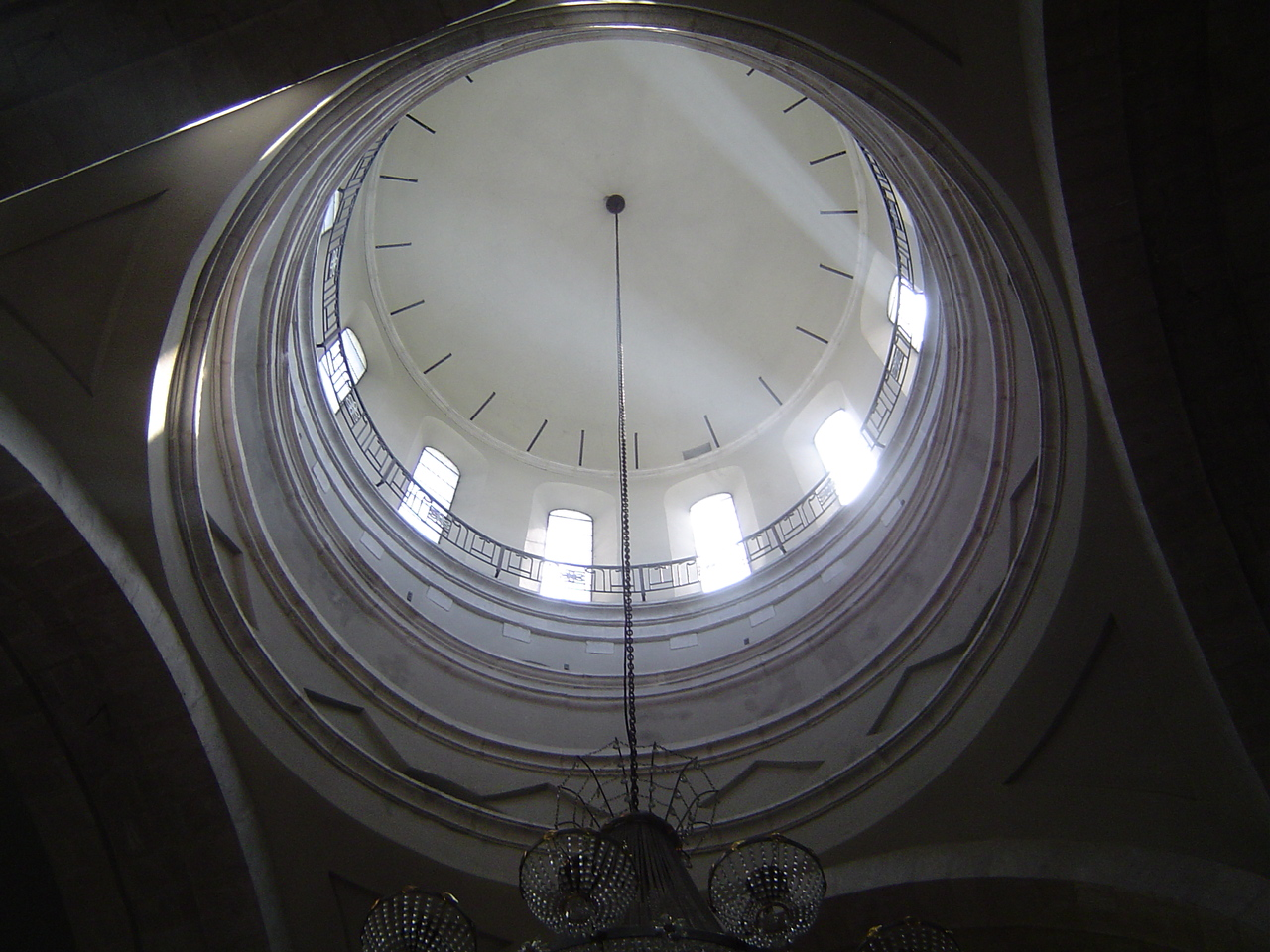
Kopuła (2010)
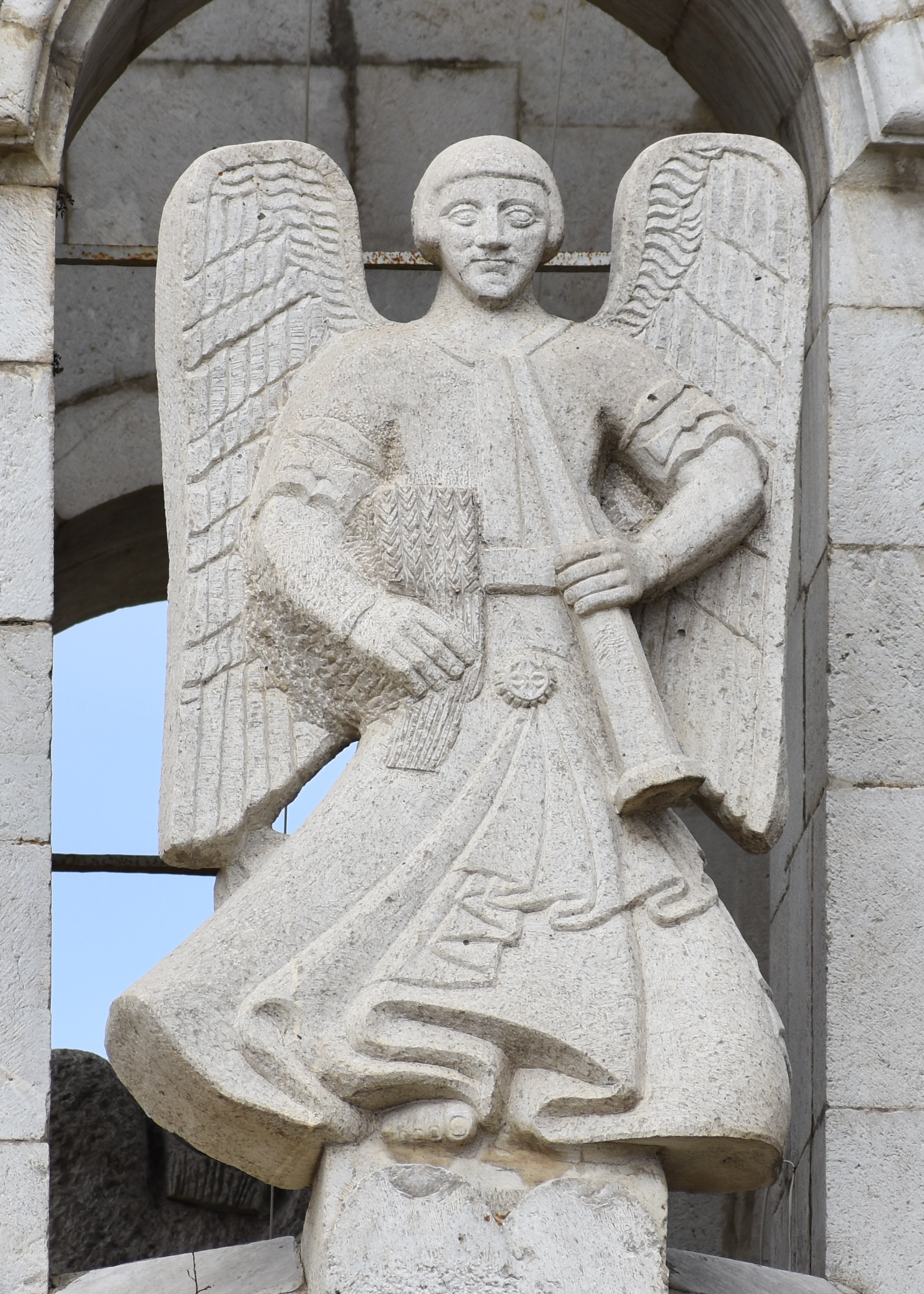
Statua anioła na dzwonnicy (2018)
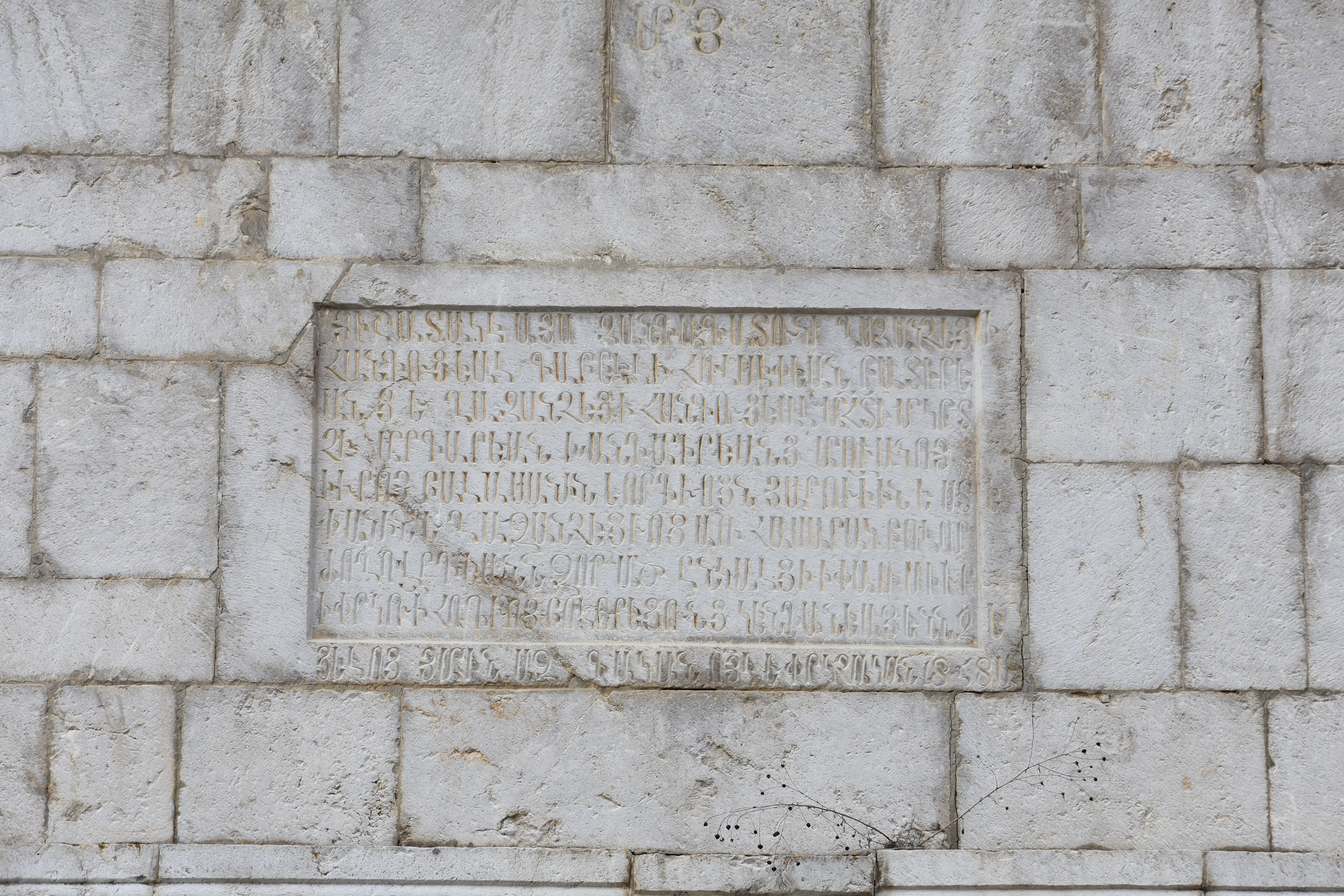
Inskrypcja fundacyjna na dzwonnicy (2018)
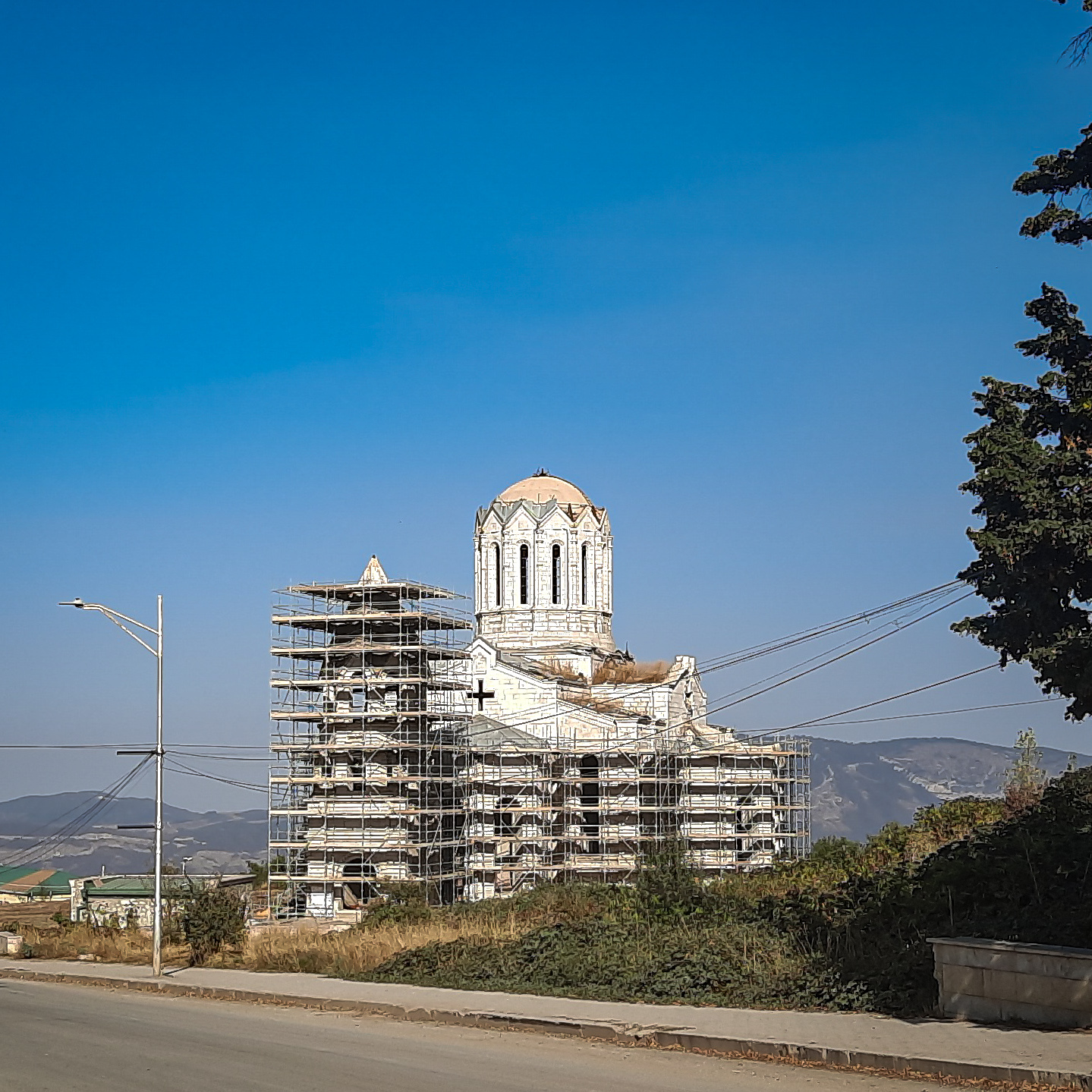
Katedra we wrześniu 2022